# Răzvad
Răzvad è un comune della Romania di 8 722 abitanti, ubicato nel distretto di Dâmbovița, nella regione storica della Muntenia.
Il comune è formato dall'unione di 3 villaggi: Gorgota, Răzvad, Valea Voievozilor.